# Notiophilus
Notiophilus es un género de escarabajos de la familia Carabidae. Es nativo del Paleártico, el Neártico (hasta Costa Rica), el Cercano Oriente y el Norte de África.
Mide 4-6 mm. Tiene ojos prominentes y varias vetas entre los ojos. Se alimenta de pequeños artrópodos. Vive en la hojarasca en bosques de coníferas.

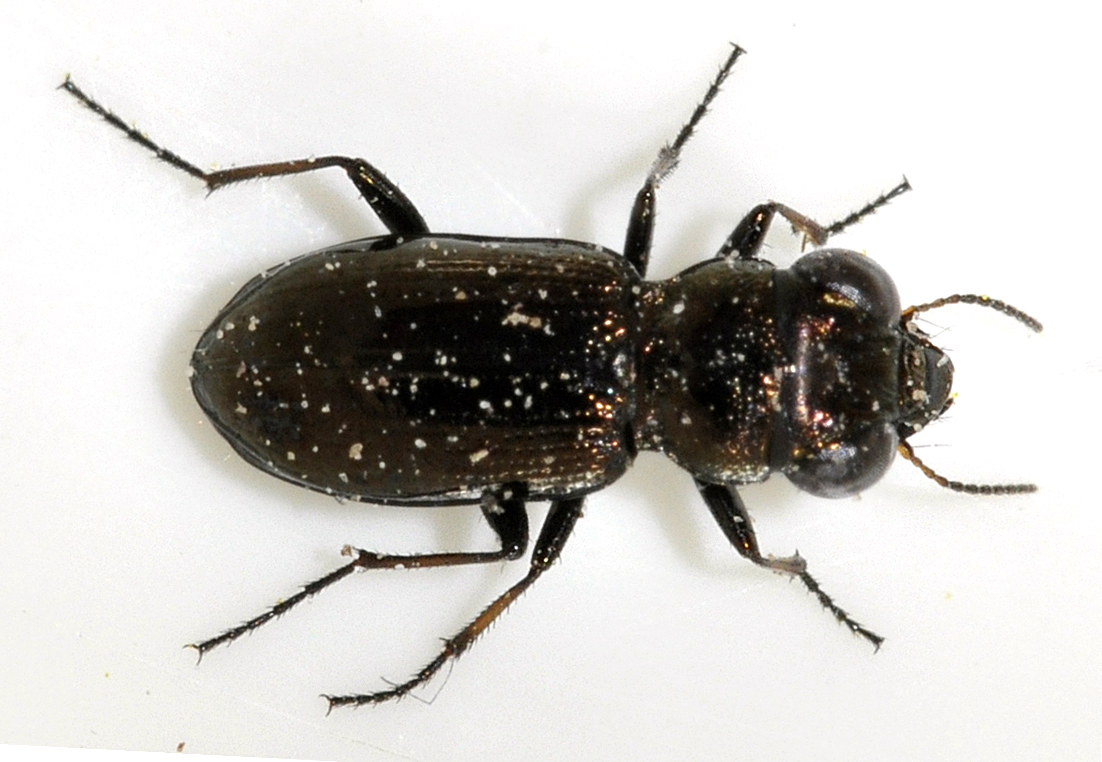
Notiophilus palustris

## Especies
- Notiophilus aeneus (Herbst, 1806)
- Notiophilus aestuans Dejean, 1826
- Notiophilus anichtchenkoi Barsevskis, 2009
- Notiophilus aquaticus Linnaeus, 1758
- Notiophilus biguttatus Fabricius, 1779
- Notiophilus bodemeyeri Roubal, 1916
- Notiophilus borealis Harris, 1869
- Notiophilus breviusculus Solsky, 1873
- Notiophilus chihuahuae Casey, 1913
- Notiophilus chinensis Barsevskis, 2003
- Notiophilus danieli Reitter, 1897
- Notiophilus directus Casey, 1920
- Notiophilus facchinii Barsevskis, 2003
- Notiophilus gansuensis Barsevskis, 2003
- Notiophilus geminatus Dejean, 1831
- Notiophilus germinyi Fauvel, 1863
- Notiophilus ghilarovi Kryzhanovskij, 1995
- Notiophilus hauseri Spaeth, 1900
- Notiophilus heinzi Dostal, 1986
- Notiophilus hiemalis Semenov Et Arnoldi, 1937
- Notiophilus hilaris Frederichs, 1903
- Notiophilus hyperboreus Kryzhanovskij, 1995
- Notiophilus impressifrons A. Morawitz, 1862
- Notiophilus intermedius Lindroth, 1955
- Notiophilus interstitialis Reitter, 1889
- Notiophilus jakovlevi Tschitscherine, 1903
- Notiophilus kaszabi Jedlicka, 1968
- Notiophilus katrinae Barsevskis, 2005
- Notiophilus kirschenhoferi Dostal, 1981
- Notiophilus laticollis Chaudoir, 1850
- Notiophilus marginatus Gene, 1839
- Notiophilus nemoralis Fall, 1906
- Notiophilus nepalensis Dostal, 1986
- Notiophilus nitens Le Conte, 1857
- Notiophilus novemstriatus Le Conte, 1849
- Notiophilus orientalis Chaudoir, 1850
- Notiophilus ovalis Breit, 1914
- Notiophilus palustris (Duftschmid, 1812)
- Notiophilus persicus Breit, 1914
- Notiophilus quadripunctatus Dejean, 1826
- Notiophilus radians Andrewes, 1926
- Notiophilus reitteri Spaeth, 1900
- Notiophilus rufipes Curtis, 1829
- Notiophilus schawalleri Barsevskis, 2003
- Notiophilus semiopacus Eschscholtz, 1833
- Notiophilus semistriatus Le Conte, 1857
- Notiophilus sibiricus Motschulsky, 1844
- Notiophilus sichuanensis Barsevskis, 2003
- Notiophilus sierranus Casey, 1920
- Notiophilus simulator Fall, 1906
- Notiophilus spaethi Reitter, 1913
- Notiophilus specularis Bates, 1881
- Notiophilus stackelhergi Kryzhanovskij, 1995
- Notiophilus sublaevis Solsky, 1873
- Notiophilus substriatus C.R Waterhouse, 1833
- Notiophilus sylvaticus Eschscholtz, 1833
- Notiophilus tshitsherini Zaitzev, 1916